# تورتوریچی
تورتوریچی (به ایتالیایی: Tortorici) یک کومونه در ایتالیا است که در استان مسینا واقع شده‌است. تورتوریچی ۷۰٫۲ کیلومتر مربع مساحت و ۷٬۵۸۲ نفر جمعیت دارد و ۴۵۰ متر بالاتر از سطح دریا واقع شده‌است.